# Fabiola Zuluaga
Fabiola Zuluaga, zamężna Garcia (ur. 7 stycznia 1979 w Cúcucie) – kolumbijska tenisistka, występująca na światowych kortach w latach 1994–2005, półfinalistka Australian Open 2004 w grze pojedynczej, klasyfikowana w rankingu WTA na 16. miejscu w grze pojedynczej (2005) i na 128. miejscu w grze podwójnej (1999), reprezentantka Kolumbii w Fed Cup i na letnich igrzyskach olimpijskich (2000, 2004). Tenisistka praworęczna z oburęcznym backhandem.

## Kariera tenisowa
Tenisistka praworęczna z oburęcznym bekhendem. 17 stycznia 2005 roku została sklasyfikowana na szesnastym miejscu w rankingu tenisistek i jest to najwyższa pozycja w historii, jaką osiągnęła kolumbijska zawodniczka. Jednym z jej najlepszych osiągnięć w karierze jest półfinał turnieju wielkoszlemowego Australian Open w 2004 roku, przegrany z Justine Henin-Hardenne, późniejszą mistrzynią.
W turnieju zawodowym zadebiutowała w Los Angeles w 1994 roku. Była wówczas 565 zawodniczką na świecie. W 1998 osiągnęła ćwierćfinał w Bogocie (porażka w trzech setach z Paolą Suárez). We wrześniu po raz pierwszy sklasyfikowana w czołowej setce rankingu na pozycji dziewięćdziesiątej dziewiątej. W 1999 roku w Bogocie wygrała pierwszy zawodowy turniej w grze pojedynczej, doszła do trzeciej rundy French Open w swoim debiucie w Paryżu. W 2000 roku pokonała Julie Halard-Decugis i Nathalie Tauziat. Pokonała też Jennifer Capriati, ale doznała kontuzji, która wyeliminowała ją z Wimbledonu. Pierwszym startem Fabioli po kontuzji były igrzyska olimpijskie w Sydney, gdzie pokonała Amélie Mauresmo. Większą część sezonu 2001 opuściła z powodu operacji ramion oraz leczenia licznych kontuzji. Pod koniec roku zdołała wygrać turniej ITF w Hallandale Beach.
Absencja spowodowała znaczny spadek w rankingu Zuluagi. Powróciła na turnieju w Québec w 2001 roku. Wygrała turniej w Bogocie i została najniżej klasyfikowaną zawodniczką, która w 2002 roku wygrała turniej WTA. W kanadyjskim Québec w parze z Maríą Emilią Salerni osiągnęła pierwszy w karierze finał gry podwójnej.

## Finały turniejów WTA
| Legenda                | Legenda |
| ---------------------- | ------- |
| Wielki Szlem           |         |
| Igrzyska olimpijskie   |         |
| WTA Tour Championships |         |
| 1988 – 2008            |         |
| Kategoria I            |         |
| Kategoria II           |         |
| Kategoria III          |         |
| Kategoria IV           |         |
| Kategoria V            |         |

### Gra pojedyncza
| Końcowy wynik | Nr | Data                 | Turniej   | Nawierzchnia | Przeciwniczka           | Wynik finału  |
| ------------- | -- | -------------------- | --------- | ------------ | ----------------------- | ------------- |
| Zwyciężczyni  | 1. | 21 lutego 1999       | Bogota    | Ceglana      | Christína Papadáki      | 6:1, 6:3      |
| Zwyciężczyni  | 2. | 10 października 1999 | São Paulo | Ceglana      | Patricia Wartusch       | 7:5, 4:6, 7:5 |
| Finalistka    | 1. | 22 maja 2000         | Madryt    | Ceglana      | Gala León García        | 6:4, 2:6, 2:6 |
| Zwyciężczyni  | 3. | 24 lutego 2002       | Bogota    | Ceglana      | Katarina Srebotnik      | 6:1, 6:4      |
| Zwyciężczyni  | 4. | 23 lutego 2003       | Bogota    | Ceglana      | Anabel Medina Garrigues | 6:3, 6:2      |
| Zwyciężczyni  | 5. | 29 lutego 2004       | Bogota    | Ceglana      | María Sánchez Lorenzo   | 3:6, 6:4, 6:2 |